# Theo van Hinsberg
Theodorus Johannes Willebrordus (Theo) van Hinsberg (Susteren, 12 april 1912 – Sittard, 27 juli 1974) was een Nederlands burgemeester.
Hij werd geboren als zoon van Jan Herman van Hinsberg (1877-1947; broodbakker) en Anna Maria Voss (1878-19??). Hij was commies-chef bij de gemeentesecretarie van Valkenburg-Houthem voor hij in juni 1951 benoemd werd tot burgemeester van Nieuwstadt. In 1966 volgde zijn benoeming tot burgemeester van de gemeenten Grevenbicht en Obbicht en Papenhoven. Vanwege zijn gezondheidsproblemen ging hij in 1972 met ziekteverlof en werd de Limbrichtse burgemeester Frans Corten tevens waarnemend burgemeester van Grevenbicht en Obbicht en Papenhoven. Van Hinsberg zou niet meer als burgemeester terugkeren en overleed midden 1974 op 62-jarige leeftijd. In Obbicht is de 'Burgemeester van Hinsbergstraat' naar hem vernoemd.